# Liste der denkmalgeschützten Objekte in Dunajská Streda
Die Liste der denkmalgeschützten Objekte in Dunajská Streda enthält die elf nach slowakischen Denkmalschutzvorschriften geschützten Objekte in der Gemeinde Dunajská Streda im Okres Dunajská Streda.

## Denkmäler
| Foto |                 | Denkmal / č. ÚZPF                       | Standort / Konskr. Nr.                                     | Offizielle Beschreibung                        | Beschreibung                        | Metadaten                                                             |
| ---- | --------------- | --------------------------------------- | ---------------------------------------------------------- | ---------------------------------------------- | ----------------------------------- | --------------------------------------------------------------------- |
| ja   | Datei hochladen | Kreuz(sk) ObjektID: 201-81/1            | Standort KG: Dunajská Streda Konskr.Nr.:                   | Kristus,Panna Mária;                           | Christus, Jungfrau Maria            | č. NKP: 201-81/1 Stand des NKP: 2012-02-08 Name: KRÍŽ                 |
| ja   | Datei hochladen | Statue(sk) ObjektID: 201-81/2           | Standort KG: Dunajská Streda Konskr.Nr.:                   | Mária Magdaléna;                               | Maria Magdalena                     | č. NKP: 201-81/2 Stand des NKP: 2012-02-08 Name: SOCHA                |
| ja   | Datei hochladen | Statue(sk) ObjektID: 201-81/3           | Standort KG: Dunajská Streda Konskr.Nr.:                   | sv.Ján Evanjelista;                            | St. Johannes der Evangelist         | č. NKP: 201-81/3 Stand des NKP: 2012-02-08 Name: SOCHA                |
| ja   | Datei hochladen | Kruzifix 2(sk) ObjektID: 201-81/4       | Standort KG: Dunajská Streda Konskr.Nr.:                   | lotor pravý;kríž so sochou lotra-pravý         | Kreuz mit einer Statue Dieb-rechts  | č. NKP: 201-81/4 Stand des NKP: 2012-02-08 Name: KRÍŽ S KORPUSOM II.  |
| ja   | Datei hochladen | Kruzifix 3(sk) ObjektID: 201-81/5       | Standort KG: Dunajská Streda Konskr.Nr.:                   | lotor ľavý;kríž so sochou lotra-ľavý           | Kreuz mit einer Statue Dieb-links   | č. NKP: 201-81/5 Stand des NKP: 2012-02-08 Name: KRÍŽ S KORPUSOM III. |
| ja   | Datei hochladen | Villa(sk) ObjektID: 201-2302/0          | Gorkého ul.2 Standort KG: Dunajská Streda Konskr.Nr.:      | Vermésova vila                                 | Vermés-Villa                        | č. NKP: 201-2302/0 Stand des NKP: 2012-02-08 Name: VILA               |
| ja   | Datei hochladen | Schloss(sk) ObjektID: 201-78/0          | Múzejná ul.2 Standort KG: Dunajská Streda Konskr.Nr.:      | Žltý kaštieľ                                   | Gelbes Schloss                      | č. NKP: 201-78/0 Stand des NKP: 2012-02-08 Name: KAŠTIEĽ              |
| ja   | Datei hochladen | Kirche(sk) ObjektID: 201-80/0           | Vambéryho nám.1 Standort KG: Dunajská Streda Konskr.Nr.: 1 | r.k.Nanebovzatia P.M.;kostol Nanebovzatia P.M. | röm.-kath. Kirche Mariä Himmelfahrt | č. NKP: 201-80/0 Stand des NKP: 2012-02-08 Name: KOSTOL               |
| ja   | Datei hochladen | Statue(sk) ObjektID: 201-11656/0        | Vambéryho nám. Standort KG: Dunajská Streda Konskr.Nr.:    | sv.Mikuláš;                                    | Hl. Nikolaus                        | č. NKP: 201-11656/0 Stand des NKP: 2012-02-08 Name: SOCHA             |
| ja   | Datei hochladen | Statuengruppe(sk) ObjektID: 201-11657/0 | Vambéryho nám. Standort KG: Dunajská Streda Konskr.Nr.:    | sv.Trojica;                                    | Heilige Dreifaltigkeit              | č. NKP: 201-11657/0 Stand des NKP: 2012-02-08 Name: SÚSOŠIE           |
| ja   | Datei hochladen | Säulenstatue(sk) ObjektID: 201-11658/0  | Vambéryho nám. Standort KG: Dunajská Streda Konskr.Nr.:    | Panna Mária;                                   | Jungfrau Maria                      | č. NKP: 201-11658/0 Stand des NKP: 2012-02-08 Name: SOCHA NA STĹPE    |

## Legende
Die Tabelle enthält im Einzelnen folgende Informationen:
| Foto:                    | Fotografie des Denkmals. |
| Denkmal / č. ÚZPF:       | Die Übersetzung der Bezeichnung des Denkmals, wie sie vom Slowakischen Denkmalamt (Pamiatkový úrad Slovenskej republiky) verwendet wird. Die Originalbezeichnung ist unter dem Fragezeichen angegeben. Fehlt die Übersetzung, so wird die Originalbezeichnung direkt angezeigt. Weiters ist die Objekt-Identifikationsnummer (Objekt ID) angeführt. Sie ist die offizielle, in der Slowakei eindeutige Nummer č. ÚZPF inklusive der zugehörigen Zählnummer, wie sie in den Daten des Denkmalamtes angegeben wird. Da diese nur innerhalb eines Landkreises gezählt wird, ist dessen Nummer der Denkmalnummer vorangestellt. |
| Standort:                | Wenn in der Liste vorhanden, ist die Adresse angegeben. In Klammern kann sich noch eine zusätzliche Adresse befinden, wenn es beispielsweise ein Eckhaus ist. Bei freistehenden Objekten ohne Adresse (zum Beispiel bei Bildstöcken) ist eine Adresse angegeben, die in der Nähe des Objekts liegt. Durch Aufruf des Links Standort wird die Lage des Denkmals in verschiedenen Kartenprojekten angezeigt. Darunter sind die Katastralgemeinde (KG) und, wenn vorhanden, die Konskriptionsnummer (Konskr. Nr.) angegeben.                                                                                                   |
| Offizielle Beschreibung: | Es ist die Kurzbeschreibung auf Slowakisch, wie sie in den offiziellen Listen angegeben ist, eingetragen. |
| Beschreibung:            | Kurze Angaben zum Denkmal auf Deutsch. |
| Metadaten:               | Zusätzlich werden, wenn in den persönlichen Einstellungen das Helferlein Dauerhaftes Einblenden von Metadaten aktiviert ist, ebensolche angezeigt. |

- Karte mit allen Koordinaten:
- OSM |
- WikiMap